# La vecchia signora
La vecchia signora é um filme de comédia produzido na Itália e lançado em 1932.